# Quickborn (Dithmarschen)
Quickborn település Németországban, Schleswig-Holstein tartományban. Lakosainak száma 178 fő (2023. december 31.).

## Népesség
A település népességének változása:
| Lakosok száma | 145  | 192  | 189  | 174  | 179  | 178  |
|               | 1975 | 2017 | 2019 | 2021 | 2022 | 2023 |